# Sysco
Sysco Corporation – amerykańskie przedsiębiorstwo z siedzibą w Houston w stanie Teksas zajmujące się dystrybucją żywności, założone w 1969 roku. Firma jest największym amerykańskim dystrybutorem żywności, swoje produkty dostarcza głównie do klientów z sektora gastronomicznego oraz sektorów, które świadczą usługi gastronomiczne, w tym do restauracji, szpitali, domów opieki, szkół, uczelni, hoteli, moteli oraz przedsiębiorstw zajmujących się cateringiem. Według stanu na dzień 27 czerwca 2015 roku obsługa restauracji odpowiadała za 64% przychodów Sysco. Spółka weszła na giełdę w 1970 roku, a do roku 1998 przejęła w sumie 54 przedsiębiorstwa z sektora żywnościowego.
Do głównych produktów dystrybuowanych przez Sysco należy żywność mrożona (w tym mięso, owoce morza, owoce, warzywa, desery), żywność puszkowana i sucha, świeże mięso i owoce morza, produkty mleczne, napoje, żywność importowana. Przedsiębiorstwo dostarcza również produkty w inny sposób związane z działalnością gastronomiczną, takie jak papierowe kubeczki i talerzyki, serwetki, zastawy stołowe, garnki, środki czystości i produkty wyposażenia kuchni. W 2015 roku największy udział w dochodach przedsiębiorstwa miała sprzedaż mięsa świeżego i mrożonego (21% przychodów) oraz żywności puszkowanej i suchej (16%).
W 2015 roku przedsiębiorstwo posiadało bazę około 425 tys. klientów oraz dystrybuowało około 400 tys. różnych produktów, w tym około 40 tys. pod własnymi markami. Do floty Sysco należy około 9600 pojazdów dostawczych, z czego 95% należy do przedsiębiorstwa, a pozostałe 5% to pojazdy wynajmowane. Ponadto do procesu dystrybucji przedsiębiorstwo wykorzystuje 197 zakładów dystrybucyjnych, które zlokalizowane są głównie w Stanach Zjednoczonych, poza tym w Kanadzie (36 zakładów), Irlandii (6 zakładów), Irlandii Północnej (1 zakład) oraz Portoryko (1 zakład).
W 2015 roku Sysco Corporation zajęło 61. pozycję w rankingu Fortune 500 oraz 229. pozycję w rankingu Fortune Global 500.